# Баллимот (станция)
Баллимот — железнодорожная станция, открытая 3 декабря 1862 года и обеспечивающая транспортной связью одноимённый посёлок) в графстве Слиго, Республика Ирландия.

## Достопримечательности
В городе Баллимот расположен замок. В мемориальном парке есть миниколейная железная дорога.